# Liste des comtes et ducs de Luxembourg
Ne doit pas être confondu avec Liste des grands-ducs de Luxembourg.
Cet article contient la liste des comtes du comté de Luxembourg et la liste des ducs du duché de Luxembourg par maison et par ordre chronologique. Elle précède la liste des grands-ducs de Luxembourg.

## Comté de Luxembourg
Le titre de comte de Luxembourg n'apparaît que dans les actes de Guillaume Ier de Luxembourg. Pour ses prédécesseurs, on sait qu'ils sont comtes et qu'ils possédaient la ville et le château de Luxembourg depuis la fondation faite par Sigefroy vers 963.

### Maison d'Ardenne
| Rang | Portrait | Nom                                | Règne       | Notes |
| ---- | -------- | ---------------------------------- | ----------- | --- |
| 1    |          | Sigefroy (922 – 998)               | 963 – 998   | Fils de Wigéric, comte de Bidgau, puis comte palatin de Lotharingie, et de Cunégonde, il épouse vers 950 Hedwige de Nordgau (937 – 992), fille d'Eberhard IV de Nordgau, comte du Nordgau. |
| 2    |          | Henri Ier († 1026)                 | 998 – 1026  | Fils de Sigefroy. |
| 3    |          | Henri II († 1047)                  | 1026 – 1047 | Fils de Frédéric († 1019), comte en Moselgau, et d'Ermentrude de Gleiberg, il succède à son oncle Henri Ier.                                                                               |
| 4    |          | Gilbert ou Giselbert (1007 – 1059) | 1047 – 1059 | Frère d'Henri II. |
| 5    |          | Conrad Ier (1040 – 1086)           | 1059 – 1086 | Fils de Giselbert, il épouse vers 1075 Clémence (1060 – 1142), fille de Pierre-Guillaume VII, duc d'Aquitaine et d'Ermesinde.                                                              |
| 6    |          | Henri III († 1096)                 | 1086 – 1096 | Fils de Conrad Ier. |
| 7    |          | Guillaume Ier (1081 – 1131)        | 1096 – 1131 | Frère d'Henri III, il épouse vers 1105 Mathilde ou Luitgarde de Northeim, fille de Kuno, comte de Beichlingen.                                                                             |
| 8    |          | Conrad II († 1136)                 | 1131 – 1136 | Fils de Guillaume Ier, il épouse Ermengarde, comtesse de Zutphen, fille d'Otton II de Zutphen, comte de Zutphen.                                                                           |

### Maison de Namuretmaison de Hohenstaufen
| Rang | Portrait | Nom                              | Règne       | Notes |
| ---- | -------- | -------------------------------- | ----------- | --- |
| 9    |          | Henri IV l'Aveugle (1112 – 1196) | 1136 – 1196 | Comte de Namur (Henri Ier), fils de Godefroi Ier de Namur et d'Ermesinde de Luxembourg, fille de Conrad Ier, il se voit attribuer le Luxembourg par l'empereur des Romains Lothaire II de Supplinbourg à la mort sans héritier mâle de Conrad II. Il épouse en 1157 Laurette d'Alsace († 1170), fille de Thierry d'Alsace, comte de Flandre et de Marguerite de Clermont, puis en 1168/1169 Agnès de Gueldre, fille d'Henri, comte de Gueldre, et d'Agnès d'Arnstein. |

| 10 |  | Otton Ier de Bourgogne (1170 – 1200) | 1196 – 1197 | Fils de Béatrice de Bourgogne, comtesse de Bourgogne, et de Frédéric Barberousse, empereur des Romains, il épouse en 1190 Marguerite de Blois (1170 – 1230), fille de Thibaut V de Blois, comte de Blois et de Chartres et d'Alix de France. À la mort d'Henri IV sans héritier mâle, il se voit attribuer le Luxembourg par son frère l'empereur Henri VI le Sévère. |

| 11 |  | Ermesinde (1186 – 1247) | 1197 – 1247 | Fille d'Henri IV l'Aveugle et d'Agnès de Gueldre, elle épouse en 1196 Thiébaut Ier de Bar (1158 – 1214), comte de Bar, qui négocie avec Otton Ier la restitution du comté, puis en 1214 Waléran III de Limbourg (mort en 1226), comte de Limbourg. |

### Maison de Limbourg
| Rang | Portrait | Nom                              | Règne       | Notes | Armoiries |
| ---- | -------- | -------------------------------- | ----------- | --- | --------- |
| 12   |          | Henri V le Blondel (1216 – 1281) | 1247 – 1281 | Fils d'Ermesinde et de Waléran III de Limbourg, il épouse en 1240 Marguerite de Bar (1220 – 1275), fille d'Henri II de Bar, comte de Bar, et de Philippa de Dreux. |           |
| 13   |          | Henri VI (1250 – 1288)           | 1281 – 1288 | Fils d'Henri V le Blondel, il épouse en 1265 Béatrice d'Avesnes († 1321), fille de Baudoin d'Avesnes, seigneur de Beaumont, et de Félicité de Coucy. Henri VI et Béatrice sont sans cesse mis à l'honneur par Jacques Bretel dans son Tournoi de Chauvency (1285). |           |
| 14   |          | Henri VII (1274 – 1313)          | 1288 – 1310 | Fils d'Henri VI, élu roi des Romains en 1308, puis couronné empereur le 29 juin 1312, il transmet le comté de Luxembourg à son fils Jean en 1310 ; il épouse en 1292 Marguerite de Flandre. |           |
| 15   |          | Jean l'Aveugle (1296 – 1346)     | 1310 – 1346 | Fils d'Henri VII, il est roi de Bohême de 1310 à 1346 par son mariage avec Élisabeth de Bohême (1292-1330), fille de Venceslas II de Bohême (roi), roi de Bohême et de Judith de Habsbourg, puis épouse en secondes noces (1334) Béatrice de Bourbon (1320 – 1383), fille de Louis Ier de Bourbon, duc de Bourbon, et de Marie d'Avesnes |           |
| 16   |          | Charles Ier (1316 – 1378)        | 1346 – 1353 | Fils de Jean l'Aveugle et d'Élisabeth de Bohême, élu roi des Romains en 1346 sous le nom de Charles IV, empereur de 1355 à 1378, il transmet le comté de Luxembourg à son demi-frère Wenceslas ; il épouse successivement Blanche de Valois (1316 – 1348), Anne de Wittelsbach (1329 – 1353), fille de Rodolphe II du Palatinat, électeur palatin du Rhin, Anne de Schweidnitz (1339 – 1362) et enfin Élisabeth de Poméranie (1345 – 1393). |           |

## Duché de Luxembourg
En 1354, le comté de Luxembourg et ses "annexes" (comtés de La Roche et de Durbuy et marquisat d'Arlon) sont réunis en une nouvelle entité élevée au rang de duché par l'empereur Charles IV en faveur de son frère.
| Rang | Portrait | Nom                                  | Règne       | Notes | Armoiries |
| ---- | -------- | ------------------------------------ | ----------- | --- | --------- |
| 17   |          | Venceslas Ier (1337 – 1383)          | 1353 – 1383 | Demi-frère de Charles Ier, fils de Jean l'Aveugle et de Béatrice de Bourbon, il épouse en 1352 Jeanne de Brabant (1322 – 1406), fille de Jean III de Brabant, duc de Brabant et de Limbourg, et de Marie d'Évreux. En 1364, il achète le comté de Chiny. Par mariage, il est également duc de Brabant et duc de Limbourg. |           |
| 18   |          | Venceslas II l'Ivrogne (1361 - 1419) | 1383 - 1419 | Fils de Charles Ier et d'Anne de Schweidnitz, il est élu roi de Bohême en 1363 et roi des Romains en 1376, devient duc de Luxembourg en 1383 et est destitué par les princes-électeurs en 1400. Il épouse en 1370 Jeanne de Bavière (1356 – 1386) puis en 1389 Sophie de Bavière-Munich (1376 – 1425).                    |           |

À partir de Venceslas II, les ducs de Luxembourg vont donner le duché en gage successivement à certains grands seigneurs ou princes, moyennant une somme d'argent qu'ils pouvaient rembourser pour récupérer le duché. Ne pouvant le faire, le duché finit par appartenir définitivement au duc engagiste du moment.
| Rang | Portrait | Nom                                   | Règne       | Notes | Armoiries |
| ---- | -------- | ------------------------------------- | ----------- | --- | --------- |
| 18   |          | Venceslas II l'Ivrogne (1361 - 1419)  | 1383 - 1419 | |           |
| 19   |          | Sigismond Ier (1368 - 1437)           | 1419 - 1437 | Frère de Wenceslas II l'Ivrogne, il épouse Marie Ire de Hongrie en 1387 puis prend possession de ce royaume. Il succède à son frère comme roi des Romains, roi de Bohême et duc de Luxembourg.                                                        |           |
| 20   |          | Élisabeth de Luxembourg (1409 - 1442) | 1437 - 1442 | Fille de Sigismond Ier, elle épouse Albert V de Habsbourg, archiduc d'Autriche, qui est élu roi des Romains, de Bohême et de Hongrie. |           |
| 21   |          | Ladislas (1440 - 1457)                | 1442 - 1457 | Fils posthume d'Albert II et d'Élisabeth, il est élu roi de Bohême et de Hongrie sous la régence de sa mère puis de Jean Hunyadi, Ulric de Cilley et enfin Ladislas Hunyadi.                                                                          |           |
| 22   |          | Anne (1432 - 1462)                    | 1457 - 1459 | Fille d'Albert II et d'Élisabeth, elle épouse Guillaume III de Saxe, margrave de Misnie et landgrave de Thuringe sous le nom de Guillaume II. Ils cèdent leur titre de duc de Luxembourg au roi de France, arrière-petit-fils de Bonne de Luxembourg. |           |
| 23   |          | Charles II (1403 - 1461)              | 1459 - 1461 | Roi de France à partir de 1422. |           |
| 24   |          | Louis (1423 - 1483)                   | 1461        | Fils de Charles II, il cède son titre de duc de Luxembourg au duc engagiste Philippe Ier le Bon en remerciement de l'aide que ce dernier lui avait apporté quand il était dauphin.                                                                    |           |

| Rang | Portrait | Nom                                 | Règne       | Notes | Armoiries |
| ---- | -------- | ----------------------------------- | ----------- | --- | --------- |
| 18   |          | Jobst de Moravie (1351 - 1411)      | 1388 - 1402 | Neveu de Charles Ier, margrave de Moravie et de Brandebourg, il cède ses droits à Louis d'Orléans moyennant une rente viagère.                                                                  |           |
| 19   |          | Louis Ier d'Orléans (1372 - 1407)   | 1402 - 1407 | Fils de Charles V le Sage, roi de France, il est assassiné par les Bourguignons. |           |
| 18   |          | Jobst de Moravie (1351 - 1411)      | 1407 - 1411 | Second règne ; à la mort de Louis d'Orléans, il récupère ses droits. |           |
| 20   |          | Élisabeth de Goerlitz (1390 - 1451) | 1411 - 1441 | Nièce de Wenceslas II et de Sigismond, criblée de dettes, elle vend le Luxembourg à Philippe Ier le Bon.                                                                                        |           |
| 21   |          | Philippe Ier le Bon (1396 – 1467)   | 1443-1467   | Il est le fils unique du duc de Bourgogne Jean sans Peur et de Marguerite, fille du duc Albert de Bavière. Il achète le duché de Luxembourg à Élisabeth, veuve de son oncle Antoine de Brabant. |           |

### Maison de Valois-Bourgogne
| Rang | Portrait | Nom                                    | Règne     | Notes | Armoiries |
| ---- | -------- | -------------------------------------- | --------- | --- | --------- |
| 21   |          | Philippe Ier le Bon (1396 – 1467)      | 1443-1467 | Il est le fils unique du duc de Bourgogne Jean sans Peur et de Marguerite, fille du duc Albert de Bavière. Il achète le duché de Luxembourg à Élisabeth, veuve de son oncle Antoine de Brabant. |           |
| 22   |          | Charles III le Téméraire (1433 – 1477) | 1467-1477 | Fils unique de Philippe le Bon, il est le dernier homme de la maison de Valois-Bourgogne. Malgré trois différentes épouses, il n'a eu qu'un seul enfant qui était une fille.                    |           |
| 23   |          | Marie de Bourgogne (1457 – 1482)       | 1477-1482 | Après Philippe II le Hardi, Jean sans Peur, Philippe III le Bon et Charles le Téméraire, elle est la cinquième et dernière duchesse de Bourgogne de la branche des Valois-Bourgogne.            |           |

### Maison de Habsbourg
| Portrait | Nom                                      | Règne       | Notes | Armoiries |
| -------- | ---------------------------------------- | ----------- | --- | --------- |
|          | Philippe II le Beau (1478 - 1506)        | 1482 - 1506 | Fils de Maximilien Ier et de Marie de Bourgogne. De son propre chef, il fut « duc de Bourgogne » (souverain des Pays-Bas). Par mariage avec Jeanne Ire de Castille dite Jeanne la Folle : roi de León et de Castille (1504-1506).                                                                   |           |
|          | Charles IV de Gand (1500 - 1558)         | 1506 - 1555 | Fils de Philippe le Beau. De son propre chef : « duc de Bourgogne » (souverain des Pays-Bas), roi des Espagnes et des Indes (Charles Ier), et autres titres. Par élection : empereur des Romains (Charles Quint).                                                                                   |           |
|          | Philippe III le Catholique (1527 - 1598) | 1555 - 1598 | Fils de Charles Quint. Roi d'Espagne (Philippe II). Il quitta définitivement les Pays-Bas pour l'Espagne en 1559. Ses successeurs n'y revinrent jamais. |           |
|          | Isabelle d'Espagne (1566 - 1633)         | 1598 - 1621 | Fille de Philippe III, elle dirigea les Pays-Bas à titre personnel jusqu'à la mort d'Albert, puis au nom de son neveu, Philippe IV. |           |
|          | Albert d'Autriche (1559 - 1621)          | 1598 - 1621 | Fils de Maximilien II, empereur élu des Romains, neveu de Charles IV de Gand, il gouverna les Pays-Bas au nom de Philippe le Catholique à partir de 1595, puis à titre personnel de son mariage avec son arrière-cousine Isabelle jusqu'à sa mort.                                                  |           |
|          | Philippe IV le Grand (1605 - 1665)       | 1621 - 1665 | Fils de Philippe, lui-même fils de Philippe III le Catholique, il hérita des Pays-Bas quand Albert mourut sans qu'Isabelle ait de descendance mâle, deux mois et demi après qu'il soit devenu roi des Espagnes et roi de Portugal (il perdra ce dernier trône lors de la révolution de 1640).       |           |
|          | Charles V l'Ensorcelé (1661 - 1700)      | 1665 - 1700 | Fils de Philippe IV le Grand, il régna jusqu'en 1677 sous la régence de sa mère, Marie-Anne d'Autriche, et vit le Luxembourg occupé par les troupes françaises de 1684 à 1697. Il mourut sans héritier du fait de sa dégénérescence congénitale, ce qui entraîna la guerre de Succession d'Espagne. |           |

### Maison de Bourbon
| Portrait | Nom                               | Règne       | Notes | Armoiries |
| -------- | --------------------------------- | ----------- | --- | --------- |
|          | Philippe V le Brave (1682 - 1746) | 1700 - 1713 | Arrière-arrière-petit-fils de Philippe III, il hérita du royaume d'Espagne conformément à la volonté de Charles II mais dut affronter les revendications des Habsbourg d'Autriche, à qui il céda les Pays-Bas au traité d'Utrecht (1713). |           |

### Maison de Habsbourg(1713-1780) puisMaison de Habsbourg-Lorraine
| Portrait | Nom                         | Règne       | Notes | Armoiries |
| -------- | --------------------------- | ----------- | --- | --------- |
|          | Charles VI (1685 - 1740)    | 1713 - 1740 | Arrière-arrière-petit-fils de Ferdinand Ier, frère de Charles IV de Gand, il est prétendant au trône d'Espagne de 1700 à 1713 et empereur élu des Romains à partir de 1711. Il reçoit les Pays-Bas par le traité d'Utrecht, en échange de sa renonciation à l'Espagne. |           |
|          | Marie-Thérèse (1717 - 1780) | 1740 - 1780 | Fille de Charles VI, elle voit ses droits à la couronne d'Autriche contestés par Charles de Bavière puis s'impose en 1748 après que son époux ait été élu empereur des Romains.                                                                                        |           |
|          | Joseph (1741 - 1790)        | 1780 - 1790 | Fils aîné de Marie-Thérèse, il est élu empereur des Romains à la mort de son père, puis hérite des possessions de sa mère à la mort de celle-ci. |           |
|          | Léopold (1747 - 1792)       | 1790 - 1792 | Deuxième fils de Marie-Thérèse, il est élu empereur des Romains à la mort de son frère, puis écrase la révolution brabançonne et signe la déclaration de Pillnitz. |           |
|          | François (1768 - 1835)      | 1792 - 1795 | Fils de Léopold, élu empereur des Romains, il voit les Pays-Bas occupés (1792) puis annexés (1795) par la France, annexion qu'il reconnaît en 1797 par le traité de Campo-Formio.                                                                                      |           |

- De 1795 à 1815, le Luxembourg constitue — pour la plus grande partie — le département des Forêts de la République française, puis du Premier Empire ;
- de 1815 à 1890, reconstitué comme grand-duché par le congrès de Vienne, il est attribué en possession personnelle au roi des Pays-Bas, qui devient donc grand-duc de Luxembourg[3], et est simultanément intégré comme État-membre à la Confédération germanique (1815 – 1866) ;

- en 1890, le roi Guillaume III des Pays-Bas étant décédé sans descendance masculine survivante, c'est sa fille Wilhelmine qui lui succède aux Pays-Bas, tandis que le grand-duché, soumis à la loi salique, passe à Adolphe, ex-duc de Nassau ;
- depuis, les descendants du grand-duc Adolphe règnent sur le grand-duché, la loi salique ayant été abrogée au début du XXe siècle.

## Titre de duc de Luxembourg
Au XVIe siècle, le titre de duc de Luxembourg n'était plus porté de manière autonome, mais fondu dans un ensemble de nombreux titres, et des descendants d'une branche cadette de la maison de Luxembourg revendiqua le droit de porter le titre. Le roi de France leur accorda ce titre, sans qu'il impliquât une possession territoriale. De là vient une lignée de ducs de Piney-Luxembourg, dont le titre se transmit à la maison d'Albert, puis à la maison de Montmorency, avec deux maréchaux de Luxembourg.

## Sources
- Alfred Lefort, La Maison souveraine de Luxembourg, Reims, Imprimerie Lucien Monge, 1902, 262 p. [détail de l’édition]